# Gryllus planeta
Gryllus planeta (лат.) — вид прямокрылых насекомых из семейства сверчков. Эндемики США.

## Распространение
Северная Америка: США (Техас, Davis Mountains, вокруг территории обсерватории McDonald Observatory) на высотах от 1851 м до 2056 м.

## Описание
Сверчки чёрного цвета (задние бёдра светлее, до красного). Отличаются от близких видов (Gryllus veletis, Gryllus transpecos, Gryllus sotol) особенностями морфологии (мелкие размеры, узкое тело, короткие задние крылья, короткие церки), ДНК и акустической коммуникации (пения), короткие церки, которые не длиннее яйцеклада; местами обитания (травянистые и древесные биотопы). Вид был впервые описан в 2019 году американскими энтомологами Дэвидом Вейссманом (David B. Weissman; Department of Entomology, Калифорнийская академия наук, Золотые ворота, Сан-Франциско, США) и Дэвидом Грэем (David A. Gray; Department of Biology, Университет штата Калифорния, Northridge, Калифорния). Видовое название planeta связано с тем, что типовая местность находится высокого в горах рядом с телескопами астрономической обсерваторией.